# Brańszczyk
Brańszczyk è un comune rurale polacco del distretto di Wyszków, nel voivodato della Masovia.
Ricopre una superficie di 167,61 km² e nel 2004 contava 8 463 abitanti.